# Vas (žezlo)
| wAs |

| wAs |

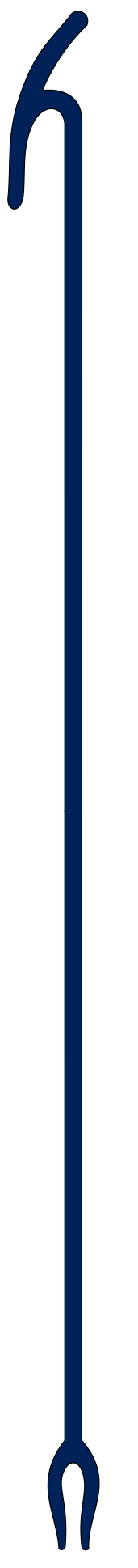
Vas

Vas (v egyptštině „wꜣs“ – nadvláda) je staroegyptské žezlo a symbol moci. Je v podobě stylizované zvířecí hlavy na vrchu a vidlice na druhém konci.
Často se objevuje na vyobrazeních v ruce bohů (zřídka bohyň) či králů. Byl rovněž symbolem města Vesetu, jelikož je jméno Vesetu z názvu žezla odvozeno (wꜣst). Ochranná bohyně Vosret (její jméno wsrt znamená mocná) bývá zobrazována s vasem na hlavě. Žezlo vas se rovněž nachází ve zdvořilostní frází, jež byla psána za jména panovníků, „ꜥnḫ ḏd wꜣs“ (život, stabilita a moc).

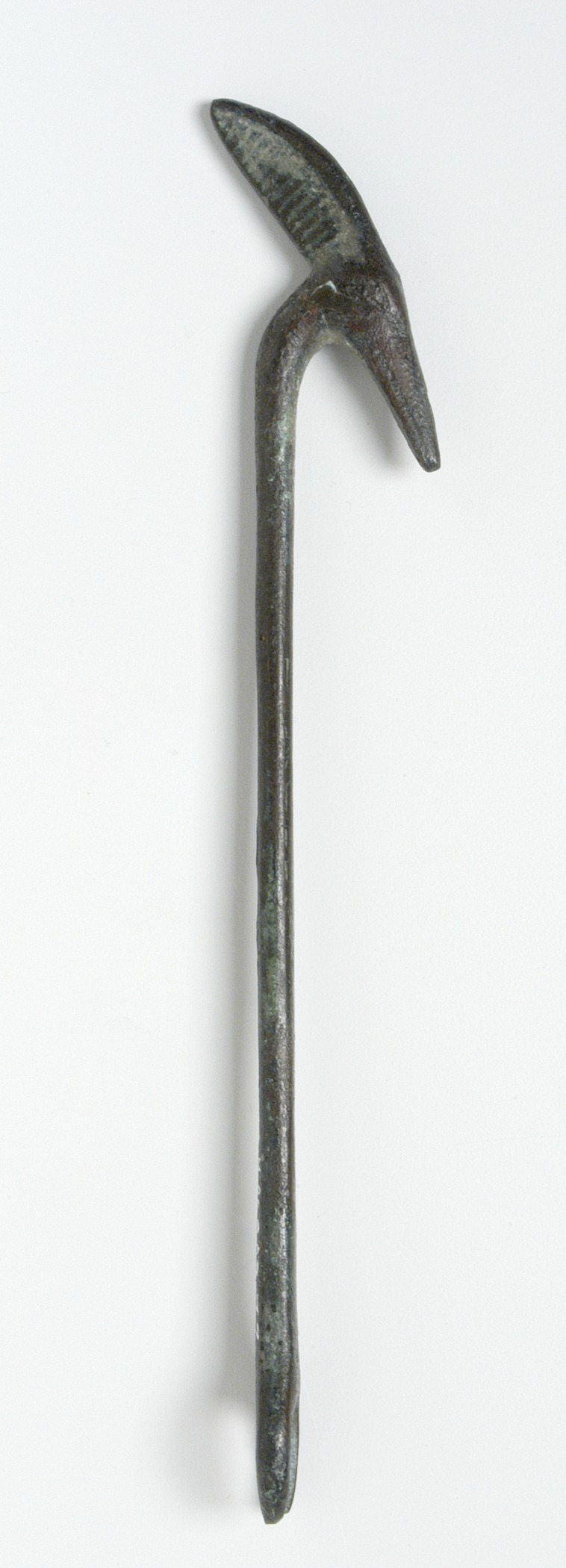
Figurka rituálního žezla moci
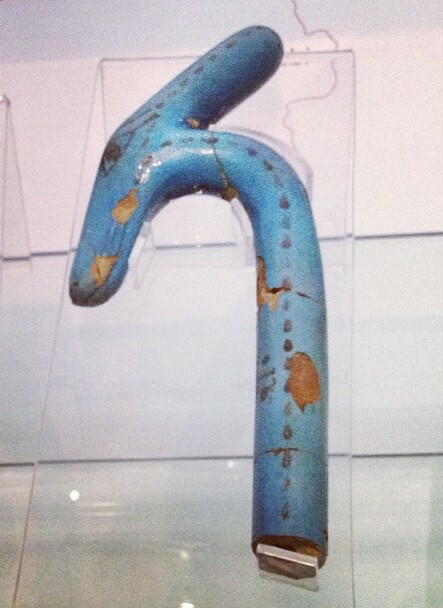
Fajánsové žezlo vas Thutmose III.
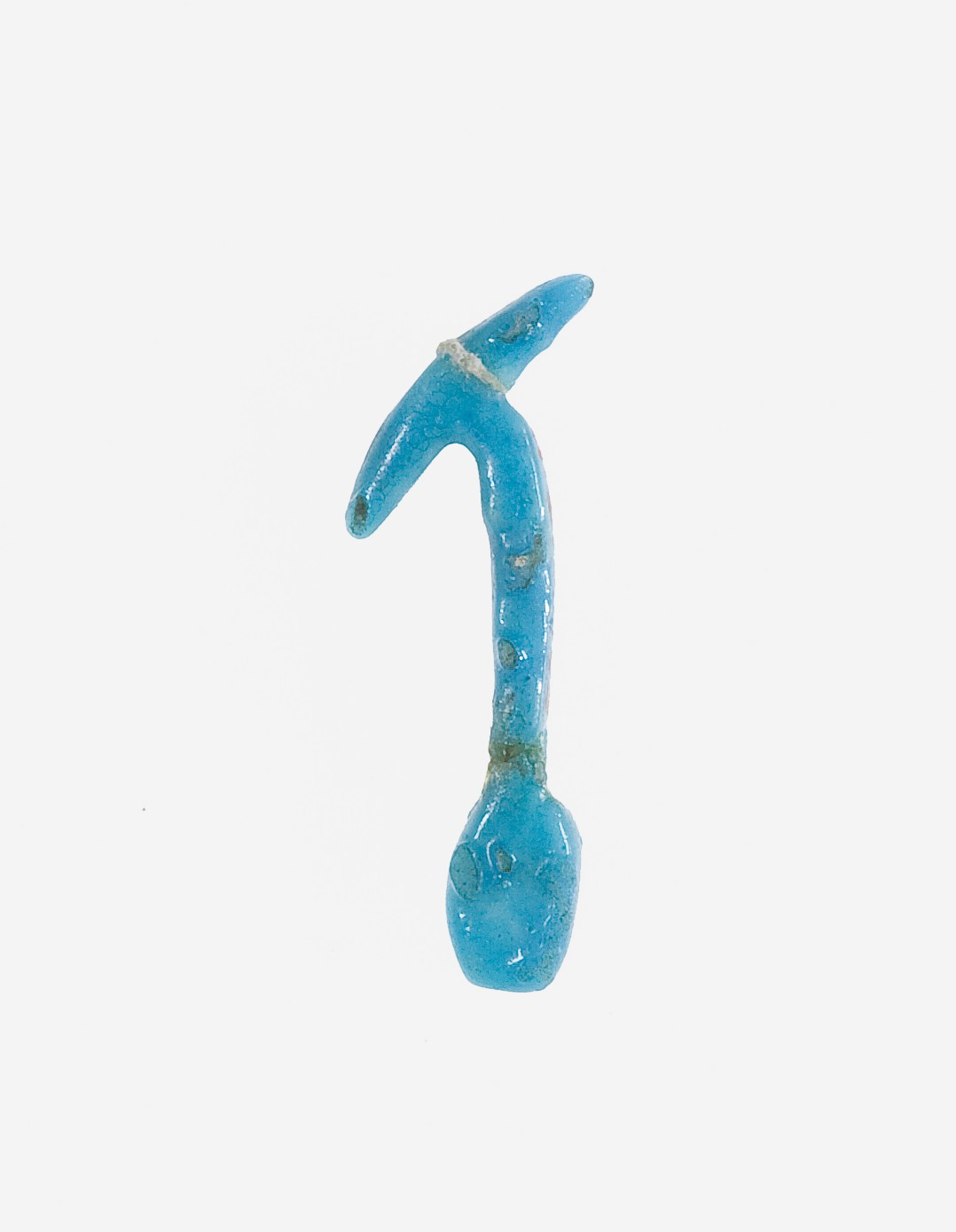
Amulet v podobě žezla vas
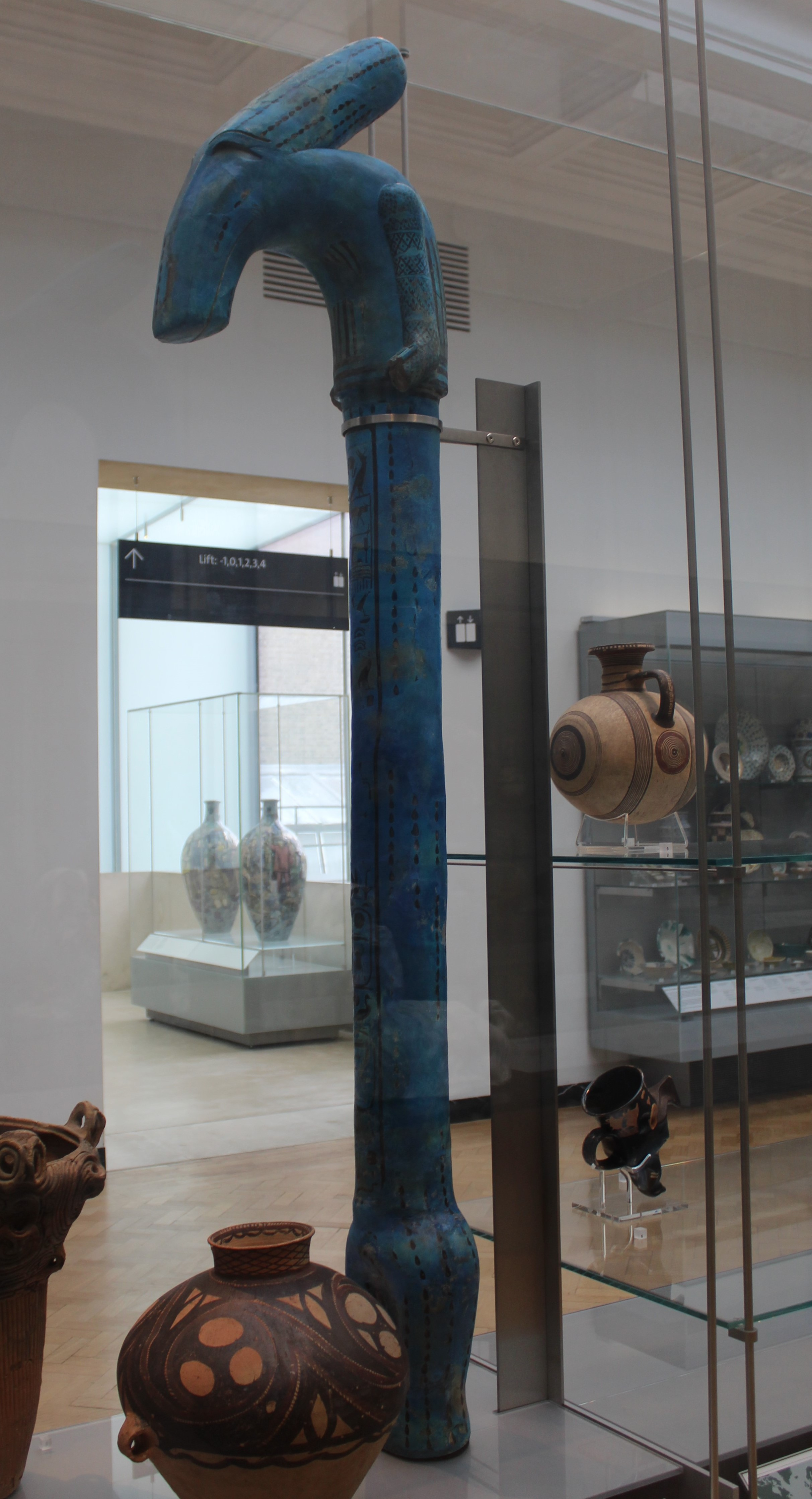
Monumentální žezlo
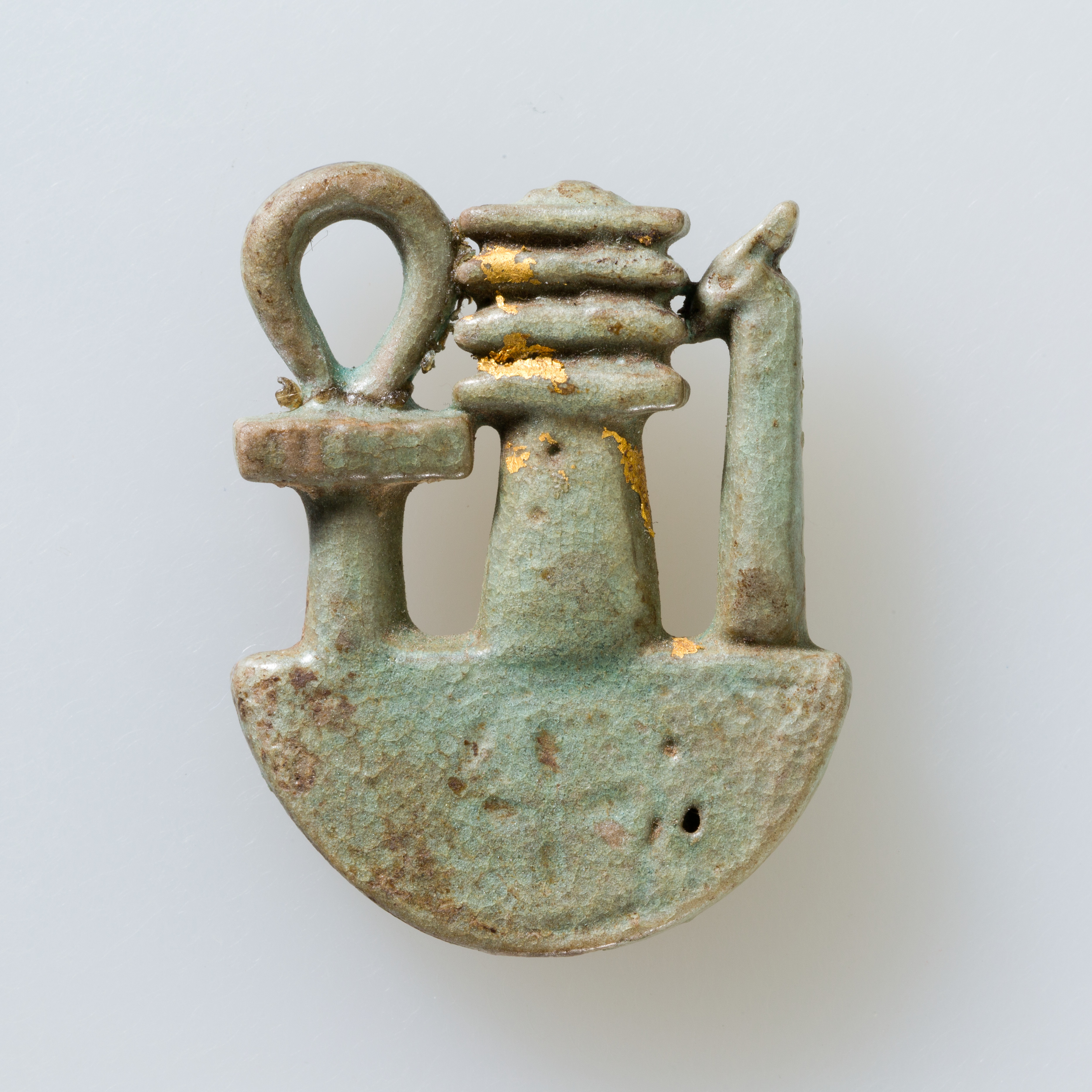
Anch, džed a žezlo vas
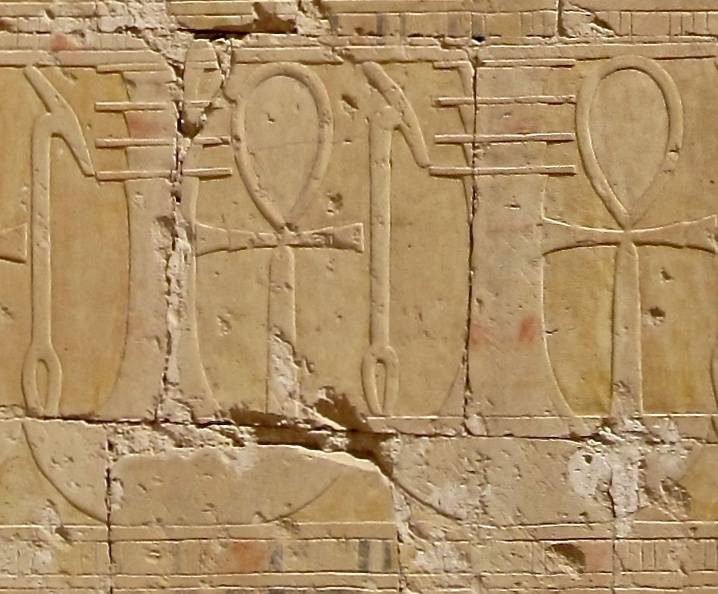
Reliéf Anch, džed a žezlo vas
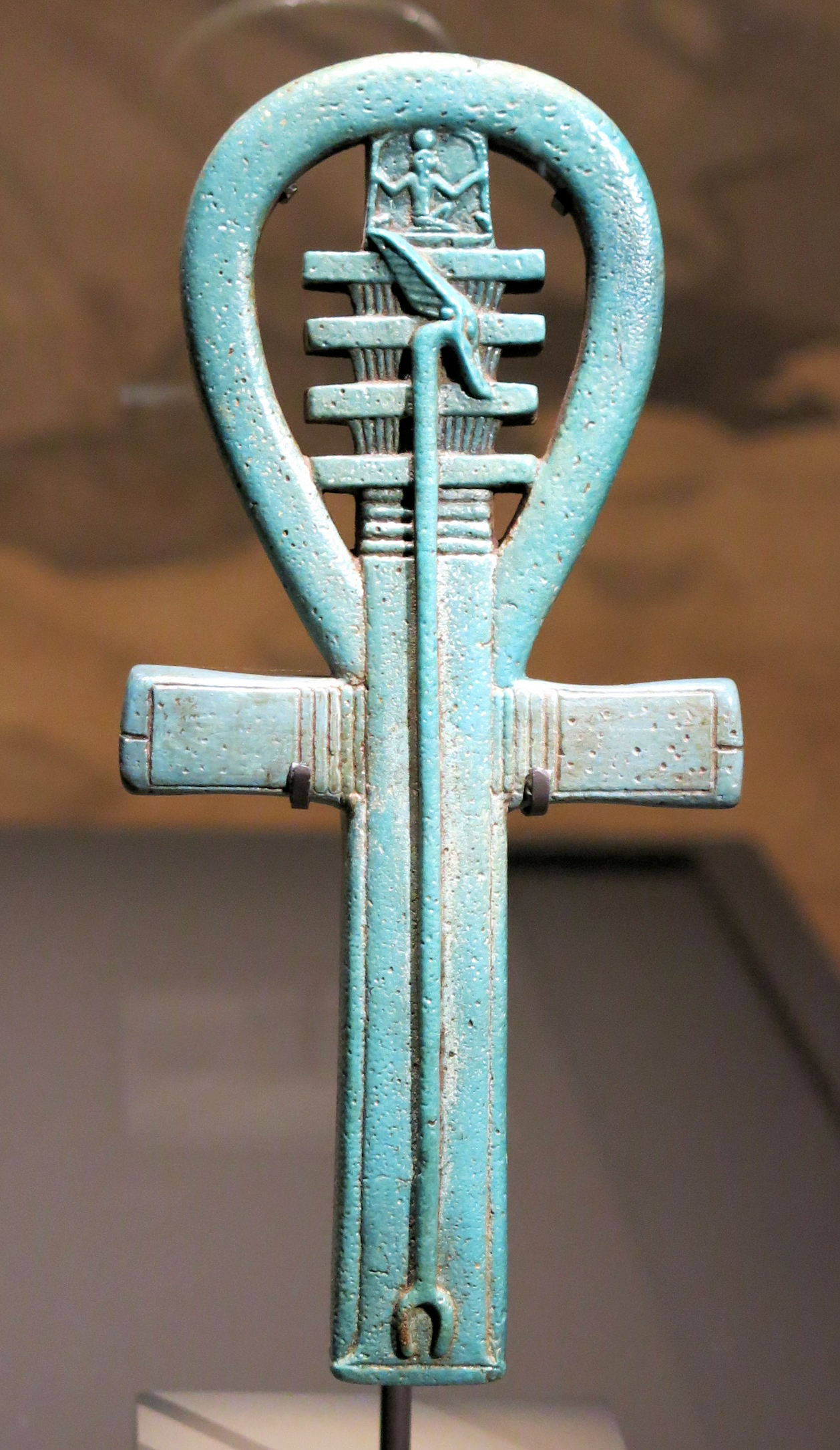
Anch, džed a žezlo vas (25. dynastie)
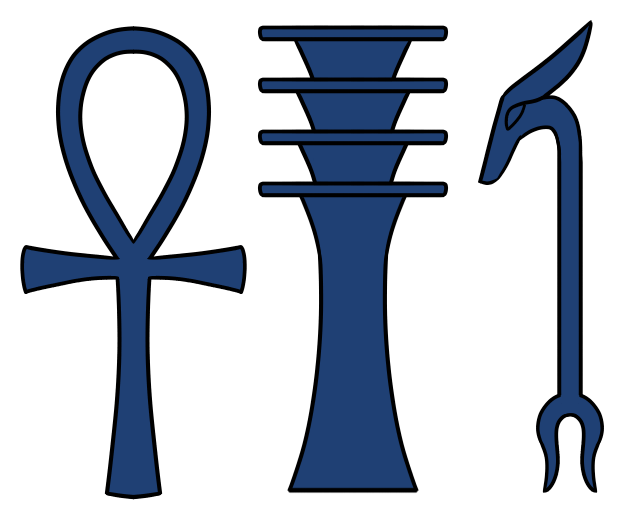
Symbolem jsou Anch, džed a žezlo vas
- Bůh Re s vasem v jedné a anchem v druhé ruce
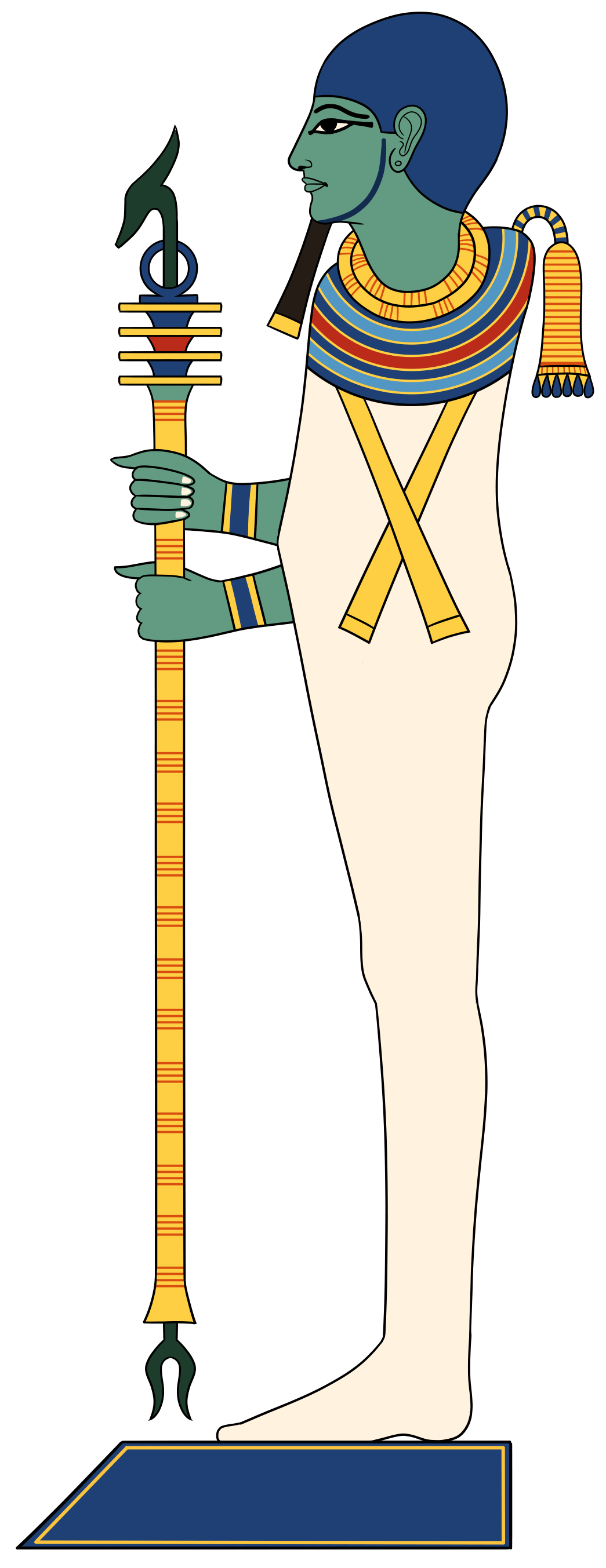
Bůh Ptah se spojeným žezlem vasem, džedem a anchem